# Баккер, Луи
Луи Баккер (фр. Louis de Backer; 16 апреля 1814, Сент-Омер — 4 февраля 1896, Париж) — французский археолог, адвокат и филолог.

## Биография
Луи Баккер родился в Сент-Омере (департамент Па-де-Кале). Ему было вверено наблюдение за историческими памятниками департамента Нор, которые он описал в «Echo du Nord». Баккер был членом многих европейских ученых обществ и в продолжение тридцати лет состоял корреспондентом по историческим работам разных министерств. Французское правительство возлагало на него разные научные и литературные поручения и командировало с этой целью в другие государства. Он написал значительное количество статей и сочинений как по археологии, так и по филологии.